# 小不點日記
《小不點日記》（日語：ちびさんデイト）是日丸屋秀和在2009年2月開始連載的日本漫畫作品，背景設置在1960年代的美國南塔克特島（Nantucket Island）。

## 故事概要
- 故事發生在1960年代。
- 來自日本的繪畫少年星治受到歌坂先生的贊助前往英國[1]學習繪畫，但因爲自卑而失去了自己的繪畫風格。
- 歌坂先生於是建議星治前往美國紐約西北鱈魚角海域裡的小島——南塔克特島進行休養。
- 星治在南塔克特島寄居在歌坂先生的陶藝家朋友——末廣先生的家中，接觸到了形形色色的人，而故事也由此展開。

## 主要角色

### 星治（セージ，Chiga Seji）
「來自越後湯澤，是個不率直的角色。以前並非如此愛鬧彆扭的人，而是隨性又遲鈍的繪畫少年。
畫了特別的畫，所已獲得贊助人的青睞並在資助下前往國外的美術學校學習，但因為對草圖、美術史等美術相關知識一無所知，所以對自己的畫感到丟臉，後來只畫非常古典的畫作。這就是他的背景。
來到島上之後，慢慢地再度畫出以前的畫。」—漫畫介紹
- 全名千賀星治[2]。
- 來自越後湯澤，一個很彆扭的人。
- 已經是成年人了，根據推測年齡落在21歲上下。
- 以前還不止于這麽彆扭，是個照著自己步調過生活、對感情遲鈍的繪畫少年。
- 他的畫很獨特，很喜歡星治作品的歌坂先生主動贊助他前往英國的美術學校留學，但因星治從沒學過素描、美術史等美術類的相關知識，讓星治對自己的畫作感到羞恥，而變得老是畫一些過於古典的作品。
- 來到這座小島後，他才變得逐漸開始用以前的手法繪畫。

### 小不點（ちびさん，Chibi-san）
- 天真可愛，是個像吉祥物般的存在。
- 在comic Spica的連動小冊〈Secret Booklet〉中的〈=Special Story=〉短篇漫畫中揭露了小不點的真實身分，延伸到義呆利 Axis Powers中美國的島嶼意識體—南塔克特，對應了美國頭上的呆毛。

### 末廣先生（末広さん，Suehiro-san）
「沉默寡言、不太表現出感情的男性。至經度過了很長一段只顧著工作的日子，所以始終不知道該怎樣對待星治，但彼此似乎相處得很好。
由於我把他家裡畫得很可愛，所以仔細想想，這種狀態就彷彿末廣先生的興趣也很可愛...不過，他大概只是把商店店員說很好的東西直接買下來而已。沒錯！」—漫畫介紹（１卷）
「沉默寡言卻很溫柔，是個不可思議的大叔。雖然在鹿兒島出生，但在美國生活的時間比較久。曾在動盪的時代裡生活，所以我心想若能把那種氛圍畫出來就好了。
獨居的時間很長，而且沒有試著與他人互動，所以生活裡不講話的日子比較多。與星治同住之後，家裡變得熱鬧，畫也講得比以前多。與星治、小不點三人一起過著奇妙的共同生活。」—漫畫介紹（２卷）
- 陶藝家。
- 沉默寡言，不太表露出情緒的男性。
- 因爲至今爲止把大部分的時間都花在工作上，所以在與星治的相處上顯得有些笨拙，但兩人之間的關係還是相當不錯的。

### 瑪格莉特（マーガレット，Margaret Baker）
「父親是英裔移民者，因為經營貿易業很成功，所以祝在山丘上的大房子裡。
是個很活潑、朋友眾多，個性有點奇妙的文學少女。性格開朗，腦子裡只想著好玩與快樂的事情。我畫這個角色的時候，是以一個會率直表現出感情，而且很擅長愉快生活的女孩為印象。除了寫文章之外，她還喜歡很男孩子氣的遊戲。
真想畫她打棒球或爬樹的場景啊——在學校的成績不算好。」
- 甘蒂的妹妹，全名瑪格莉特·貝克[2]。
- 英格蘭籍的父親遷徙至此後，成功地貿易事業讓他們一家人住在山丘上的大房子裡。
- 很會逗人發笑，腦子裡裝的都是寫新奇有趣或好玩的點子。
- 喜歡什麽都會大方的表現出來，給人的印象是個過得很愉快的女孩。
- 除了寫小説外，她喜歡的都是一些男孩子的遊戲，如打棒球和爬樹。
- 在學校的成績並不是很好。

### 甘蒂（キャンディ，Candy Baker）
「雖然外表與講話口氣是這樣，但其實很內向，是個乖巧膽小的優等生。第一集裡沒有話很多她的出場場景，如果下次有機會我很想畫。」—漫畫介紹
- 瑪格莉特的姊姊，全名甘蒂·貝克[2]。
- 外表和説話語氣雖然總表現得有點強勢，但其實是個會想很多，乖巧又膽小的優等生。

### 費雪（フィッシャー，Reinhard Fischer）
「因為某些機緣，與星治成為好朋友的漁夫之子。個性與動不動就憂鬱的星治正好相反，是個很隨和、笑口常開、總是開玩笑的傢伙。因為性格很悠哉，所以不管發生什麼事情都不會嚴肅地煩惱。
以前住在這裡地愛爾蘭人教過他小提琴，雖然演奏得很奇妙，但技巧沒話說。很嚮往在紐約或波士頓生活。」—漫畫介紹
- 全名萊因哈德·費雪[2]。
- 因爲一些機緣，而與星治變成好朋友的漁夫之子，很在乎星治。
- 與動不動就會消沉的星治南轅北轍。
- 是個和藹可親、經常大笑、很愛開玩笑的傢伙。
- 有著樂天的個性，所以不管發生什麽事都不會煩惱太久。
- 以前住在島上的愛爾蘭人曾教他拉過小提琴，雖然不正統但費雪確實有一定的實力。
- 嚮往能住在紐約或波士頓。

### 克拉姆（クラム，Clamb）
「新角色，克拉姆先生。隨著故事發展，我覺得他的個性與舉止也改變了。她是個像芥末般有著甜味，卻也帶著辛辣部分的角色。
彷彿擁有探測器，並過著忠於探測器指引的生活。行動沒有固定模式，是個只要想做就會立刻付諸行動的人。一邊捏著別人，一邊詢問『會痛嗎？』的時候，若對方誠實回答『痛』，就會做出讓對方更痛的舉動。他就是這一類的人。」—漫畫介紹
- 前說沒有果醬不喝紅茶，星治拜訪時卻在沒有果醬的情況下喝了紅茶，是個古怪的人。
- 兒時被母親拋下，交由身分不明的大叔撫養，成長過程坎坷。

### 蘇潔塔（スジャンタ，Rani Sujanta Sachdeva）
- 全名拉尼·蘇潔塔·薩赫德娃（Rani Sujanta Sachdeva），這個名字來源顯示出她極有可能有來自印度的家族樹。

## 出版書籍
- 原動力亞細亞：2010年4月9日發售、ISBN 986-662871-X

由於和蓋亞文化合併而停止出版。之後由東立出版社重新取得授權。
| 卷數 | 幻冬舍Comics   | 幻冬舍Comics           | 東立出版      | 東立出版               |
| 卷數 | 發售日期       | ISBN                   | 發售日期      | ISBN                   |
| ---- | -------------- | ---------------------- | ------------- | ---------------------- |
| 1    | 2009年11月24日 | ISBN 978-4-344-81806-4 | 2015年9月30日 | ISBN 978-986-365-956-3 |
| 2    | 2012年2月24日  | ISBN 978-4-344-82432-4 | 2015年9月30日 | ISBN 978-986-365-957-0 |
| 3    | 2012年12月24日 | ISBN 978-4-344-82687-8 | 2016年3月10日 | ISBN 978-986-365-958-7 |
| 4    | 2013年6月24日  | ISBN 978-4-344-82855-1 | 2016年7月12日 | ISBN 978-986-365-959-4 |

### 新裝版
| 集數 | 幻冬舍        | 幻冬舍                 |
| 集數 | 發售日期      | ISBN                   |
| ---- | ------------- | ---------------------- |
| 1    | 2016年7月23日 | ISBN 978-4-344-83756-0 |
| 2    | 2016年8月24日 | ISBN 978-4-344-83777-5 |

## 外部連結
- 官方網站（日語）
- 作者網站[永久]（日語）
- 幻冬舍內介紹（日語）
- 北工夢雑貨☆キタユメ資源板整理